# Akanthophoreus weddellensis
Akanthophoreus weddellensis is een naaldkreeftjessoort uit de familie van de Akanthophoreidae. De wetenschappelijke naam van de soort is voor het eerst geldig gepubliceerd in 1986 door Sieg.